# Улица Байтурсынова (Алма-Ата)

Улица Байтурсынова вид в направлении на север

Улица имени Ахмета Байтурсынова, или Улица Байтурсынова (каз. Ахмет Байтұрсынұлы көшесі) — улица в Алмалинском и Бостандыкском районах города Алма-Ата. Находится между улицами Масанчи и Шарипова. Начинается от улицы Макатаева и пересекает улицу Гоголя, проспект Толе би, улицы Шевченко и Курмангазы, проспект Абая, улицу Сатпаева, бульвар Бухар Жырау, улицы Габдуллина и Тимирязева, заканчивается на территории ГорГАИ. Протяженность 4450 м.
От улицы Макатаева до улицы Шевченко были проложены трамвайные пути (В 2017 году демонтированы).

## История
На пересечении современных ул. Байтурсынова и Сатпаева находился Верненский ипподром. В 1920-х гг. на этом же месте разместился первый аэродром Алма-Аты.
В советское время улица интенсивно застраивалась, здесь возникли студенческие общежития, проложена вторая трамвайная очередь с трамвайным депо (1937).
В годы Великой Отечественной войны в связи с эвакуацией в Алма-Ату промышленных предприятий на участке между современными пр. Раиымбека и улицей Макатаева была создана промышленная зона. Уже в послевоенные годы вырос жилой городок рабочих машиностроительного завода им. С.М. Кирова.

### Названия
Улица Байтурсынова — одна из немногих улиц, переживших 4 и более названий.
Таранчинская — первое название улицы. Улица Начала формироваться в 19 в. на территории жилого района города Верного (так называемые Кучегуры).
Уйгурская — второе название, связано с тем, что в местах формирования улицы проживали уйгуры.
В 1962—1993 — улица Космонавтов. Связано это с тем, что в 1962 был утвержден праздник — День Космонавтики в честь первого полета человека (Юрий Гагарин) в космос, которой состоялся с космодрома «Байконур» в Казахстане.
18 февраля 1993 года улица получила имя Ахмета Байтурсынова — казахского общественного и государственного деятеля, члена Коммунистической партии большевиков (ВКП б) (репрессирован в 1937 году), просветителя, учёного-лингвиста, литературоведа, тюрколога, переводчика, педагога.

## Учреждения

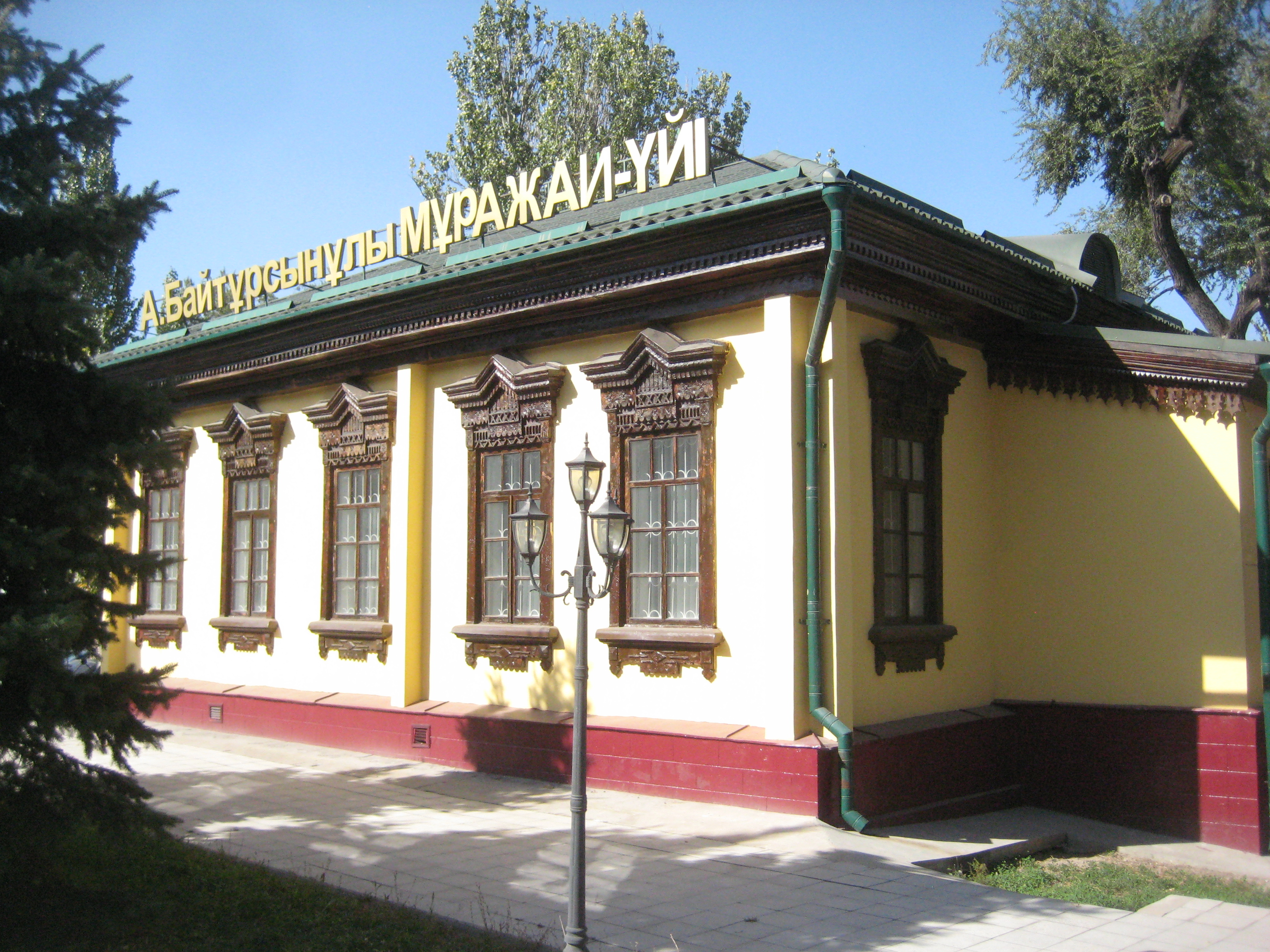
Дом-музей Ахмета Байтурсынова в Алма-Ате на улице его имени. Он жил в этом доме в 1930-х годах

Рядом и вдоль улицы Байтурсынова расположены:
1. АО «Машиностроительный завод им. С. М. Кирова»;
2. Трамвайное депо "Центральное" (ныне не функционирует);
3. Алматинский технологический университет;
4. Никольский Кафедральный собор;
5. Сквер имени Ахмета Байтурсынова (севернее улицы Жамбыла);
6. Мемориальный дом-музей А. Байтурсынова;
7. Казахский научно-исследовательский институт энергетики имени академика Шафика Чокина;
8. Колледж менеджмента международного туризма (входит в Казахский университет международных отношений и мировых языков имени Абылай хана);
9. Евразийская Юридическая Академия [3]имени Д. А. Кунаева;
10. Казахская академия туризма и спорта;[4]
11. Дворец спорта и культуры имени Балуана Шолака;
12. Казахский институт нефти и газа[5]. Инжиниринговая и проектная организация;
13. Центральный стадион, восточные ворота;
14. Казахский национальный исследовательский технический университет имени К. И. Сатпаева (политех);
15. Алматинский университет энергетики и связи;
16. ГорГАИ МВД РК;

## Общественный транспорт
- станция метро "Байконур" (на пересечении с проспектом Абая);
- много автобусов и троллейбусов ходит на пересечении с транспортными магистралями - Гоголя, Толе би, Абая, Сатпаева и Тимирязева;
- вдоль улицы Байтурсынова от начало и до бульвара Бухар Жырау (улицы Сатпаева) ходит автобус №18.
- много автобусов и троллейбусов ходит на участке улицы Байтурсынова от проспекта Абая до улицы Тимирязева;
- в направлении север-юг и обратно много транспорта ходит по рядом проходящему проспекту Сейфуллина;
- по трамвайным путям ранее ходили трамваи №4 и 6 (сейчас не функционируют).